# 凱特明訥市鎮
凱特明訥市鎮（丹麥語：Kerteminde Kommune）是丹麥的一個市鎮，位於菲英島東北岸，與西蘭島隔大貝爾特海峽相望，屬南丹麥大區。面積205.85平方公里，2009年人口23,745人。行政中心为凱特明訥。
2007年1月1日由原凱特明訥市鎮、朗厄斯考和蒙克博三個市鎮合併而成。